# Un conte du Décaméron
Un conte du Décaméron – en anglais A Tale from the Decameron – est un tableau réalisé par le peintre britannique John William Waterhouse en 1916. Cette huile sur toile représente deux jeunes hommes assis au bas d'un escalier s'adressant à un auditoire féminin installé face à eux dans de l'herbe fleurie. Il s'agit d'une illustration du récit-cadre du Décaméron de Boccace, selon lequel des Florentins fuyant une épidémie de peste se réunirent pendant plusieurs jours pour se raconter les histoires que le recueil de nouvelles reproduit. L'œuvre est conservée à la Lady Lever Art Gallery de Port Sunlight, où se trouve également son pendant, Le Jardin enchanté. Le Musée des beaux-arts du Canada, à Ottawa, en possède l'une des études.

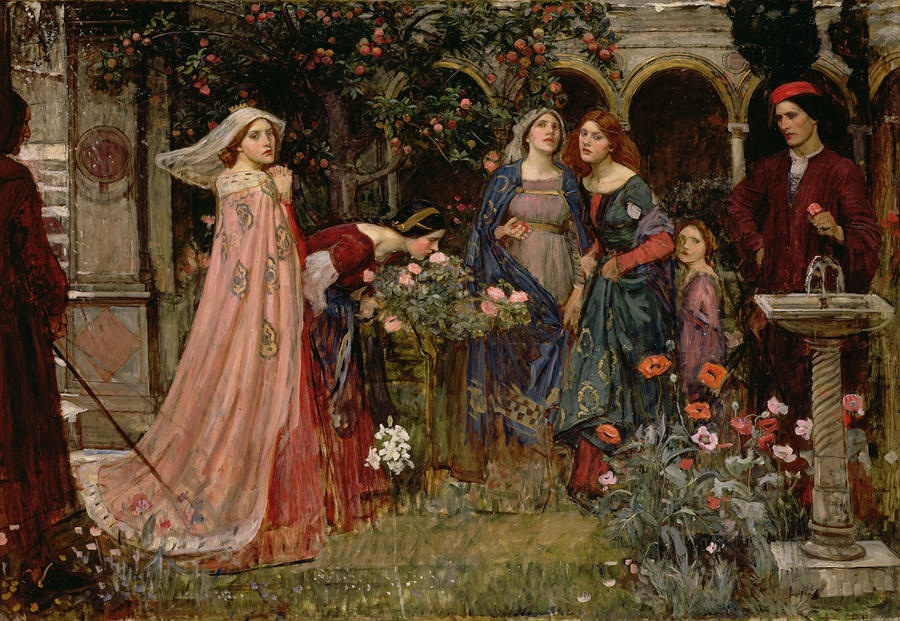
Le Jardin enchanté.